# XBIZ Europa Award
XBIZ Europa Award — щорічна премія, яку вручає XBIZ, провідний міжнародний медіа-конгломерат, що присвячений продуктам та послугам для дорослих. Створена 2018 року.

## Історія
XBIZ Europa Award була вперше вручена в 2018 році в рамках XBIZ Berlin Show, яка є європейською вітриною для компаній, які працюють в галузі для дорослих. На відміну від більшості інших премій, XBIZ Europa Award не має номінацій, а визначення переможців здійснюється на основі голосування відвідувачів XBIZ Berlin Show.
XBIZ Europa Award присуджується компаніям, які відзначаються високою якістю продуктів, технологій та послуг для дорослих, а також проявляють інноваційність та відмінність в галузі. До категорій нагород входять, наприклад, найкраща компанія для дорослих, найкраща камера для дорослих та найкраща компанія для виробництва фільмів для дорослих.